# Мориско, Андреа
Андреа Мориско (греч. Ἀνδρέας Μουρίσκος) — генуэзский пират конца XIII — начала XIV вв. С 1304 г. — на службе Византийской империи, где стал корсаром и адмиралом.

## Биография
Был генуэзским пиратом, о чьей деятельности известно как минимум с 1279 г. и отметившимся успешной борьбой с турками и венецианцами. В конце 1304 г. Мориско с двумя кораблями поступил на службу к византийскому императору Андронику II Палеологу, который присвоил ему чин вестиариона. Венецианцы в отместку напали на Мориско и сожгли один из его кораблей, но в 1305 г. он напал на остров Тенедос и с помощью нескольких проходящих генуэзских кораблей вернул его империи.
В это время византийцы были вовлечены в открытую войну против наёмников каталонской компании, которых они пригласили для борьбы с турками, но которые в итоге начали бороться с Византией. В этой войне Мориско снабжал продовольствием осаждённый город Мадита, и помешал переходу некоторых турецких союзников каталонцев через Геллеспонт в Анатолию, после чего те стали грабить византийскую Фракию. За свою службу Андроник II сделал Мориско адмиралом и дал ему и брату Лодовико в качестве феодальных владений острова Родос, Карпатос и Касос ..
Во время одного из своих сражений с каталонцами в Мраморном море он потерпел поражение и попал в плен, но смог выкупить свою свободу и вернулся в Тенедос. В 1306 г. вместе с генуэзскими союзниками византийцев участвовал в неудачной осаде Галлиполи, которую удерживали каталонцы. В 1307 и 1308 гг. вместе с другими спонсируемыми империей пиратами действовал в Эгейском море, нападая на венецианские суда у Пелопоннеса.
В 1308 году Мориско был захвачен королём Кипра Генрихом II и казнён через повешение в Фамагусте.